# Brigitte Derks
Brigitte Derks (Amsterdam, 5 december 1966) is een Nederlands actrice en choreografe.

## Loopbaan
In 2008 was Derks een aantal maanden te zien in de soapserie Familie van VTM. Eerder al speelde ze een gastrol in de ziekenhuisserie Spoed op dezelfde televisiezender.

## Televisie
- Familie - Nel Veenstra (2008)
- Spoed - Louisa Tyson (2002)

## Film
- Boys (1991) - Joyce - regisseur: Jan Verheyen

## Privéleven
Uit haar huwelijk met acteur Frank Hoelen werd een zoon geboren, Ian Thomas Hoelen. Na de scheiding kreeg ze een relatie met collega Chris Van Tongelen.
Derks en Van Tongelen trouwden in Las Vegas. Op 4 juni 2007 werd hun dochter geboren. In 2008 acteerde Derks samen met Van Tongelen in Familie. Op 13 januari 2017 werd bekend dat Van Tongelen en Derks gingen scheiden.